# Zelle (Meteorologie)
Als Zelle wird in der Meteorologie zweierlei bezeichnet:
1. Eine rasterförmige Elementarzelle für die Vorausberechnung von Wettererscheinungen. Die Feinheit dieser Rasterung bestimmt die Genauigkeit der Wettervorhersage, doch steigt der Rechenaufwand und der Bedarf an Primärdaten quadratisch bis kubisch mit der Zellenzahl.
Die Grenzen der Rasterzellen werden durch geografische Koordinaten festgelegt. Die nötigen Daten jedes Elements sind vor allem Lufttemperatur, Luftdruck, Luftfeuchtigkeit, Wind und Bewölkung. Sie kommen von terrestrischen Wetterstationen, teilweise von Ballonsonden und zunehmend von Wettersatelliten.

2. Eine annähernd kreisförmige Luftströmung in der unteren Erdatmosphäre. Solche Phänomene werden im Regelfall durch Temperaturgradienten angetrieben, die durch unterschiedliche Sonneneinstrahlung entstehen, woraus sich Wind- und Drucksysteme entwickeln.
Die Zellen können globale Ausdehnung haben, wie etwa die Hadley-Zellen der subtropischen Zirkulation, oder analog die Polarzellen der Arktis. Andere Zellen sind kleinräumig, wie die Superzellen bei der Entstehung eines Gewitters.